# Nationalpark Huzulschtschyna
Der Nationalpark Huzulschtschyna, originalsprachlich Nazionalni prirodni park «Huzulschtschyna» (ukrainisch Національний природний парк «Гуцульщина»), ist ein Nationalpark in der Ukraine. Er befindet sich in den äußeren Ostkarpaten, in der Oblast Iwano-Frankiwsk. 

## Topografie
Der Nationalpark liegt auf der Ostseite der Karpaten, sowohl auf den hohen Gebirgsketten mit Höhen von bis zu 1472 Metern auf dem Berg Grehit, dem höchsten Punkt des Nationalparks, als auch auf den niedrigeren Ausläufern mit absoluten Höhen von 350–500 Metern über dem Meeresspiegel. Die Gebirgskämme verlaufen in parallelen Linien von Nordwesten nach Südosten, mit relativ flachen Gipfeln, steilen Hängen und breiten Becken dazwischen. Der Fluss Tscheremosch fließt entlang der Südgrenze des Gebietes.

## Name
Der Name Huzulschtschyna (ein grammatisches Femininum) lässt sich mit „Huzulenland“ übersetzen und bezieht sich auf die Huzulen bzw. ist mit entsprechenden Ortsnamen, wie „Huzulische Alpen“ (für das Maramuresch-Gebirge), verwandt.